# Steeg (Tirol)
Steeg is een gemeente in het district Reutte in de Oostenrijkse deelstaat Tirol.

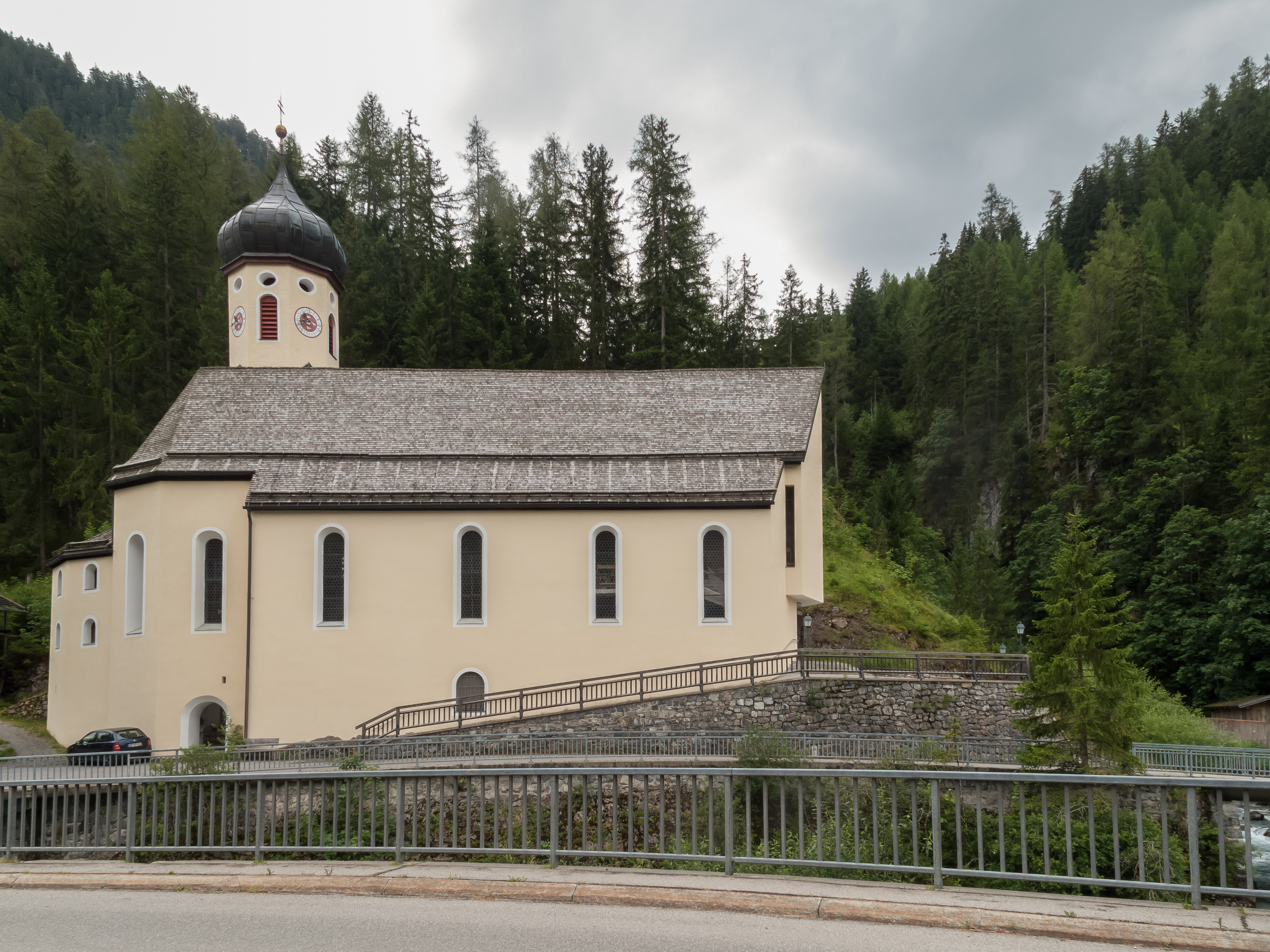
Steeg, kerk: katholische Pfarrkirche

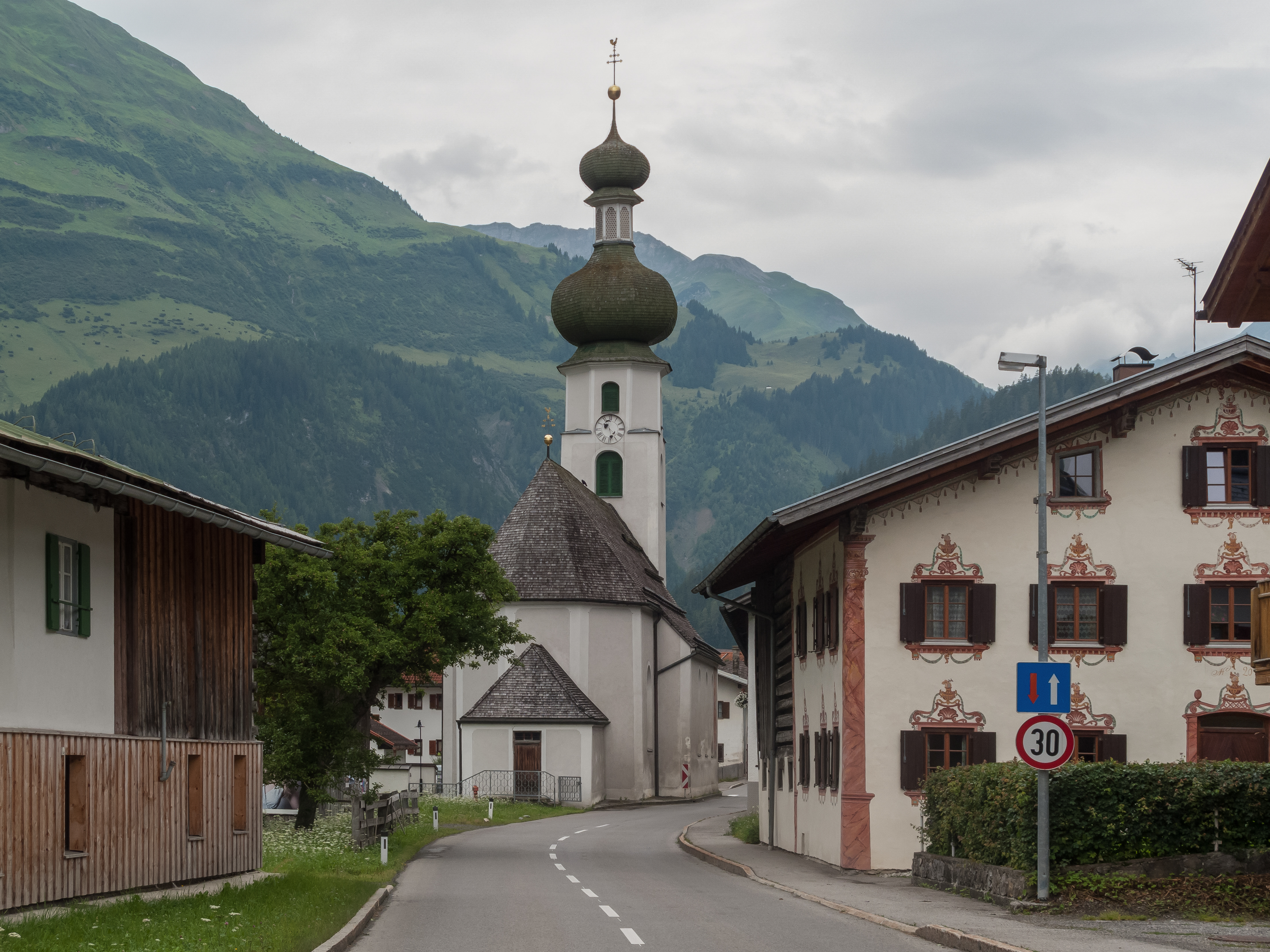
Hägerau, kerk (katholische Filialkirche heilige Sebastian und Rochus) in straatzicht

Steeg is het eerste dorp in het Lechtal. De gemeente bestaat uit meerdere kleine kernen, waaronder Walchen, Hägerau, Ebene, Dickenau, Steeg, Hinterellenbogen en Prenten. De aan het eind van de Lechkloof gelegen kernen Lechleiten en Gehren behoren tot het bisdom Feldkirch. Vanaf hier loopt een straat omhoog naar het in Vorarlberg gelegen Warth. Vanuit Steeg loopt naar het zuiden de weg naar Kaisers.
Steeg werd voor het eerst vermeld in 1427. De Walser waren de eerste bewoners van deze streek.
Bach · Berwang · Biberwier · Bichlbach · Breitenwang · Ehenbichl · Ehrwald · Elbigenalp · Elmen · Forchach · Grän · Gramais · Häselgehr · Heiterwang · Hinterhornbach · Höfen · Holzgau · Jungholz · Kaisers · Lechaschau · Lermoos · Musau · Namlos · Nesselwängle · Pfafflar · Pflach · Pinswang · Reutte · Schattwald · Stanzach · Steeg · Tannheim · Vils · Vorderhornbach · Wängle · Weißenbach am Lech · Zöblen
- Gemeinsame Normdatei: 415987-1
- Virtual International Authority File: 25145244546474480474